# Sedum ocuilense
Sedum ocuilense là một loài thực vật có hoa trong họ Crassulaceae. Loài này được J. Meyrán miêu tả khoa học đầu tiên năm 1991.